# Крутий Яр (притока Опалихи)
Крутий Яр (рос. б. Крутой Яр, Б. Глубокий Яр) — балка (річка) в Україні у Близнюківському районі Харківської області. Ліва притока Опалихи (басейн Дніпра).

## Опис
Довжина балки приблизно 4,84 км, найкоротша відстань між витоком і гирлом — 4,19 км, коефіцієнт звивистості річки — 1,16. Формується декількома безіменними балками та загатами. На деяких ділянках балка частково пересихає.

## Розташування
Бере початок на північно-західній стороні від села Рясне. Тече переважно на південний захід і на південно-східній околиці села Ганнівки впадає в річку Опалиху, праву притоку Самари.

## Цікаві факти
- У минулому столітті у пригирловій частині балки були водяний млин і водокачка[1].